# Mexikó az 1928. évi téli olimpiai játékokon
Mexikó a svájci St. Moritzban megrendezett 1928. évi téli olimpiai játékok egyik részt vevő nemzete volt. Az országot az olimpián 1 sportágban 5 sportoló képviselte, akik érmet nem szereztek. Mexikó először vett részt a téli olimpiai játékokon.

## Bob
| Versenyző                                                 | 1. futam | 1. futam | 2. futam | 2. futam | Összesítés | Összesítés |
| Versenyző                                                 | Idő      | Hely.    | Idő      | Hely.    | Idő        | Helyezés   |
| --------------------------------------------------------- | -------- | -------- | -------- | -------- | ---------- | ---------- |
| L. M. Elizaga Juan de Landa I. Diaz Mario Casasus G. Diaz | 1:44,9   | 16.      | 1:42,8   | 8.       | 3:27,7     | 11.        |